# Zapala
Zapala ist die Hauptstadt des gleichnamigen Departamento Zapala im Zentrum der Provinz Neuquén im südwestlichen Argentinien. Sie hat 32.097 Einwohner und ist damit die drittgrößte Stadt der Provinz.

## Geschichte
Zapala wurde am 12. Juli 1913 als Bahnhof der Eisenbahnlinie Ferrocarril del Sur (heute: Ferrocarril General Roca) gegründet. Die Eisenbahnlinie sollte ursprünglich über die Anden weitergeführt werden, aber die Arbeiten wurden in den 1920er-Jahren eingestellt. Die Schienen teilen die Stadt noch heute in einen historischen Teil mit der Einkaufszone und einen modernen Teil mit Wohngebieten.
Außerdem ist die Stadt bekannt, da von dort aus 1918 der argentinische Pilot Luis Candelaria zur ersten Überquerung der Anden aufbrach. Er landete am 13. April 1918 etwa 2,5 Stunden nach dem Start in der chilenischen Ortschaft Cunco.

## Geografie
Zapala liegt am Schnittpunkt von zwei Großregionen: der patagonischen Meseta im Osten und der Südanden im Westen. Südwestlich der Stadt liegt der Hügel Cerro Michacheo. Das Klima ist kühlgemäßigt und semiarid, mit warmen Sommern und kalten Wintern.

## Verkehr
Zapala ist mit der 189 Kilometer östlich gelegenen Provinzhauptstadt Neuquén über die Ruta Nacional 22 verbunden. Nach Westen führt diese Straße über den Pino-Hachado-Pass nach Chile. Bei Zapala wird diese Straße von der Ruta Nacional 40 in Nord-Süd-Richtung gekreuzt. Die Kreuzung der beiden Nationalstraßen macht Zapala zu einem bedeutenden Relais für den Besuch der touristischen Attraktionen der Region: Villa Pehuenia, Primeros Pinos, Caviahue-Copahue, San Martín de los Andes und den Nationalpark Laguna Blanca.

## Sehenswertes
Die größte Sehenswürdigkeit ist das Mineralogische Museum Profesor Olsacher, das eine der bedeutendsten Mineraliensammlungen der Welt beinhaltet. 75 km nördlich der Stad befindet sich die  Tiefraumstation Zapala der Strategischen Kampfunterstützungstruppe der Volksrepublik China mit einem Besucherzentrum.

## Wirtschaft
Dominiert wird die Wirtschaft vom Bergbau und dem Dienstleistungssektor. Die Industrie beschränkt sich weitgehend auf die Herstellung von Zement und die Verarbeitung der geförderten Bodenschätze.

## Söhne und Töchter der Stadt
- Marcos Acuña (* 1991), Fußballspieler
- Raúl Di Blasio (* 1949), Pianist